# Plaza Italia (Salto)
Pour les articles homonymes, voir Plaza Italia.
La plaza Italia (en français : Place d'Italie) est une place légèrement paysagée située dans la ville de Salto en Uruguay, et capitale du département de Salto. La plaza Italia, de forme quadrangulaire, est longée à l'est par la rue Eduardo Malaquina et au sud par la darse du port de Salto tandis qu'à l'ouest, elle surplombe la rive gauche du río Uruguay. 
À la suite de la célébration du centenaire de la République de l'Uruguay, la Sociedad Italiana, une association d'Histoire des Italiens installés à Salto, proposa d'embellir cette place enherbée en y faisant construire un phare en bronze et en acier sur un piédestal de granite.

## Histoire
Lors de la célébration du centenaire de la souveraineté nationale de l'Uruguay qui eut lieu le 18 juillet 1930, la communauté italienne de la ville par l'intermédiaire de la Sociedad Italiana offrit à la ville de Salto un mât de 27,50 mètres de hauteur sur un socle en granite blanc. Le phare fut éclairé avec 2 000 bougies  et était coiffé d'un drapeau de la ville de Milan le jour de cette Célébration.
Depuis l'année 2006, lors des 250 ans de la ville de Salto, le mât sert de porte-drapeau pour y élever et descendre journellement le drapeau de l'Uruguay et, lors des commémorations italiennes, le drapeau de l'Italie est hissé à ses côtés. À l'intérieur du mât, un drapeau italien y est déposé portant la date du 18 juillet 1830. L'édification de ce mât, construit pour représenter un hommage et un acte de reconnaissance des immigrants Italiens faisant partie de la ville de Salto, est classé Monument Historique depuis 2008.

## Galerie

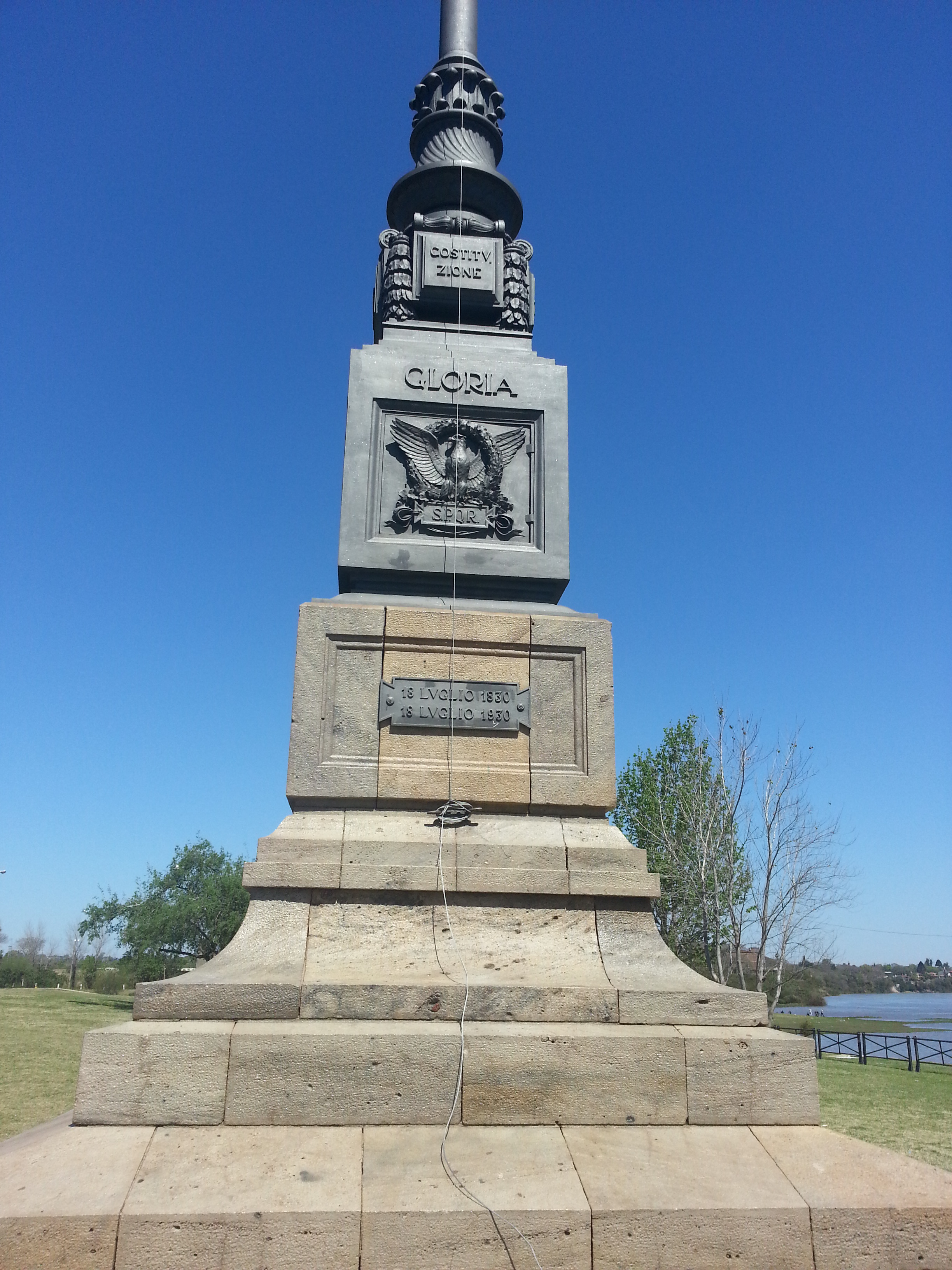
Mât de la plaza Italia a été érigé en 1930.
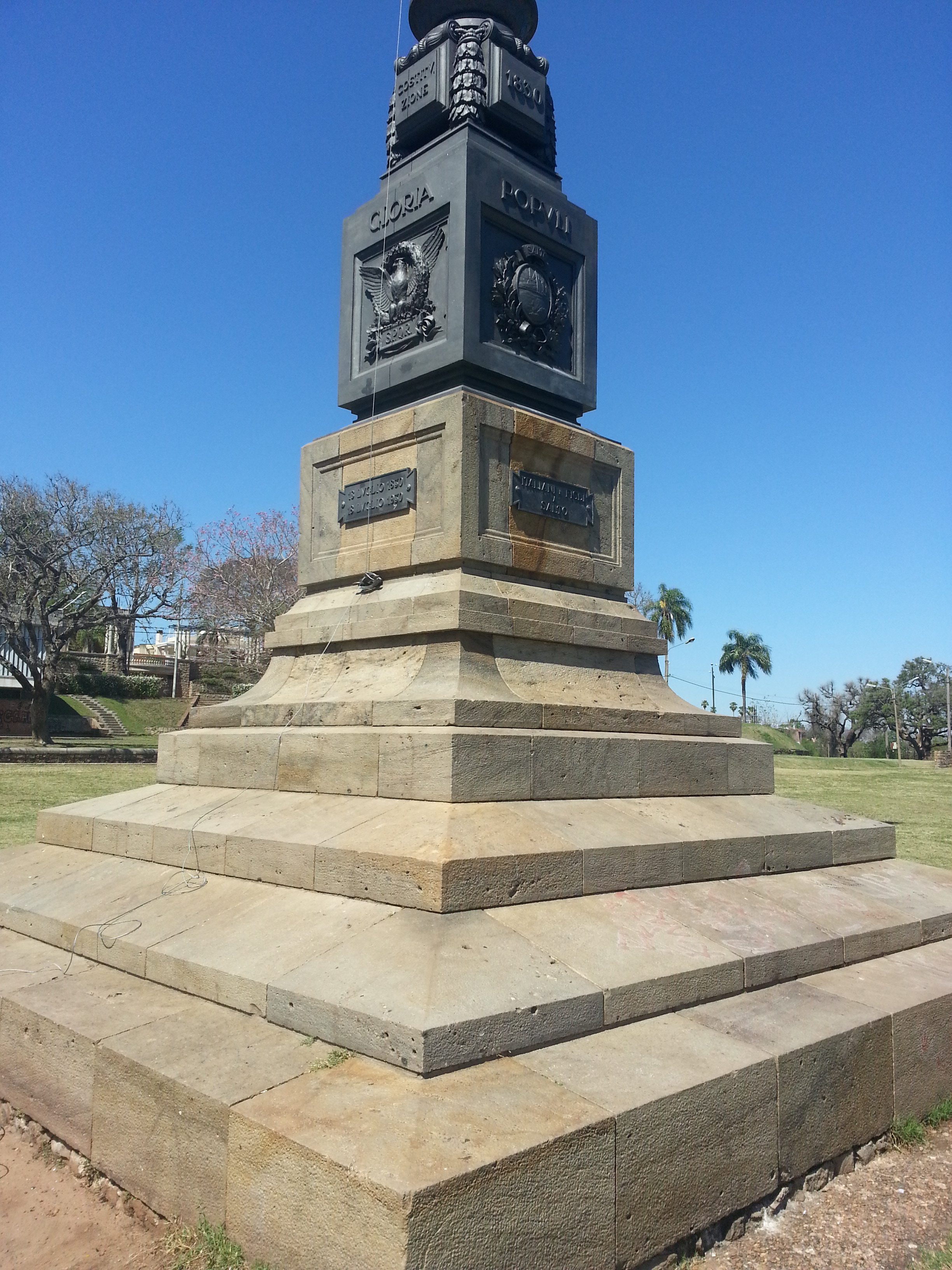
Socle en granite blanc de la Plaza Italia.
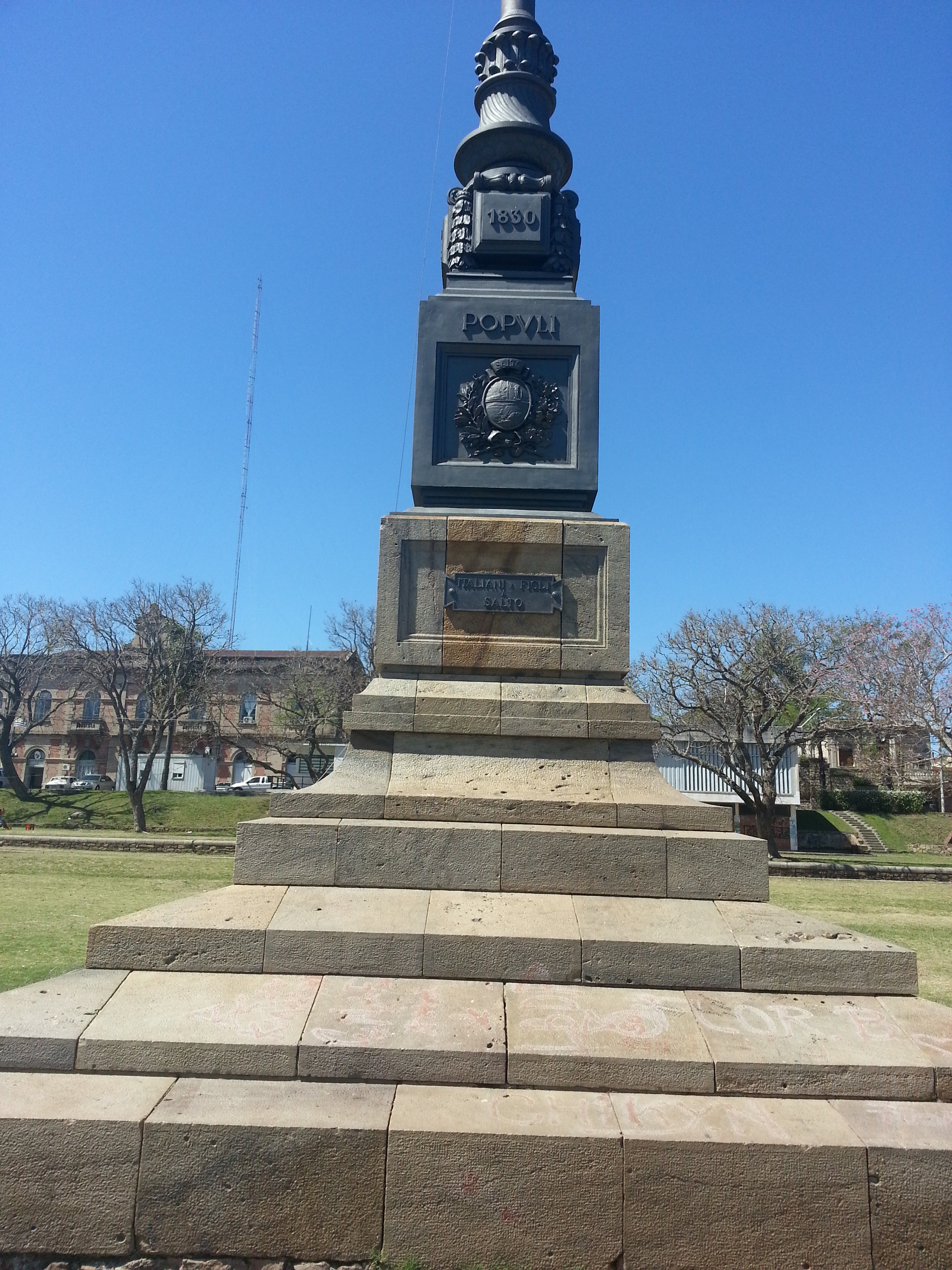
La plaza Italia dans la zone portuaire de Salto.
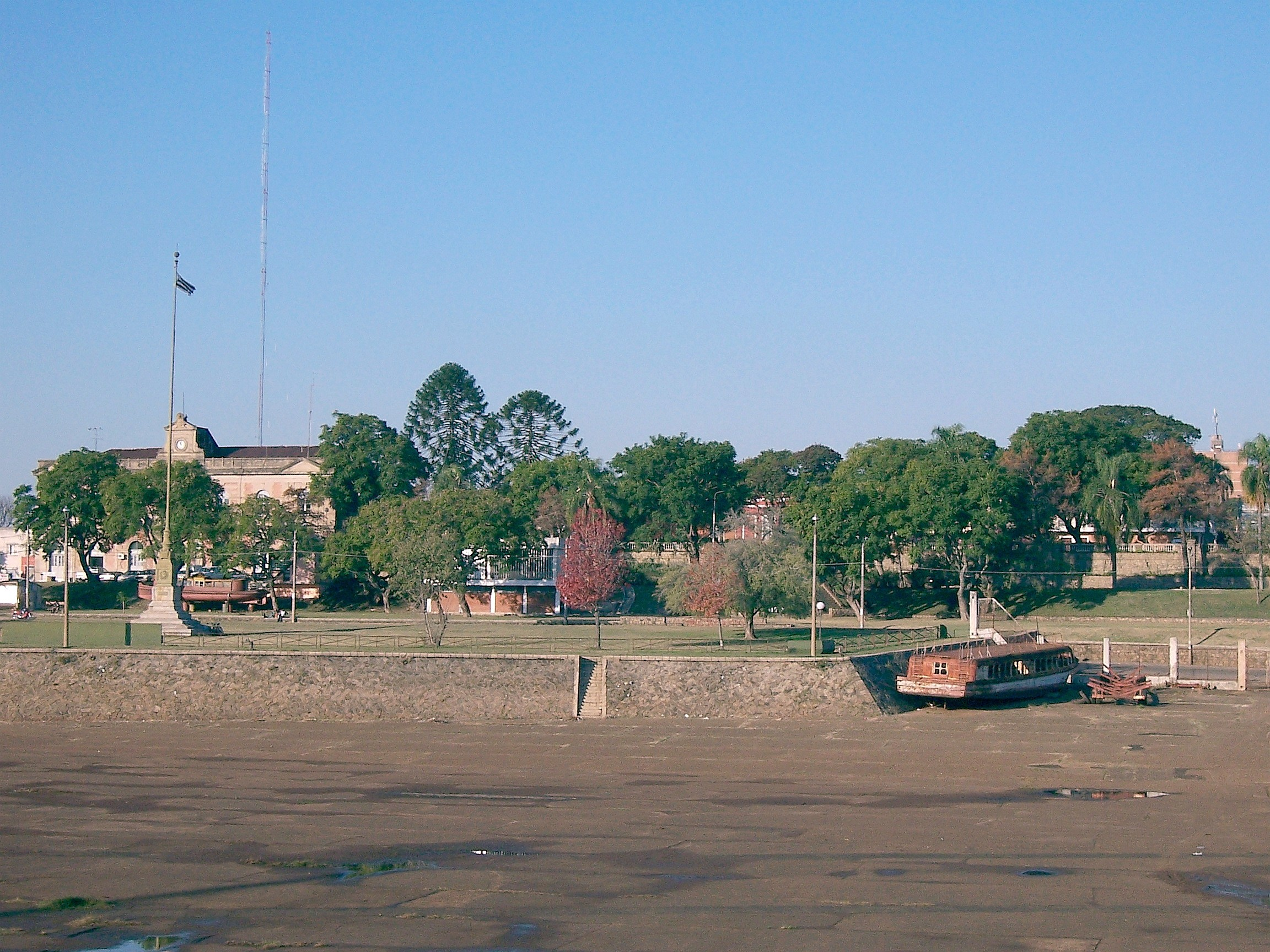
la plaza Italia et l'esplanade portuaire.